# Цеолітизація
Цеолітизація (рос. цеолитизация, англ. zeolitization, нім. Zeolitisation f) — процес метасоматичного перетворення мінералів у цеоліти під впливом гідротермальних розчинів. Відбувається при руйнуванні польових шпатів і фельдшпатидів.